# براشاو كراندل
براشاو كراندل (بالإنجليزية: Bradshaw Crandell)‏ هو فنان أمريكي، ولد في 14 يونيو 1896 في غلينز فولز في الولايات المتحدة، وتوفي في 25 يناير 1966 في ماديسون في الولايات المتحدة.